# Агонові
Агонові (Agonidae) — це родина невеликих донних морських риб. Родина охоплює близько 47 видів та 20 родів, деякі з яких є досить поширеними.
Черевні плавці рудиментарні, як правило, складаються з пари променів. Плавального міхура немає.
Percis japonica є найбільшим представником родини — 42 сантиметрів в довжину, більшість агонових має розмір у межах 20-30 см. Живляться дрібними ракоподібними і морськими червами, знайденими на дні. Деякі види маскують себе гідрами, губками або морськими водоростями. Вони живуть на глибині до 1280 метрів і лише деякі види віддають перевагу мілким прибережним водам. Всі, крім одного виду, поширені в Північній півкулі.

## Систематика
- Рід Agonomalus
  - Agonomalus jordani (Jordan & Starks, 1904).
  - Agonomalus mozinoi (Wilimovsky & Wilson, 1979).
  - Agonomalus proboscidalis (Valenciennes, 1858).
- Рід Agonopsis
  - Agonopsis asperoculis (Thompson, 1916).
  - Agonopsis chiloensis (Jenyns, 1840).
  - Agonopsis sterletus (Gilbert, 1898).
  - Agonopsis vulsa (Jordan & Gilbert, 1880).
- Рід Agonus
  - Agonus cataphractus (Linnaeus, 1758).

- Рід Anoplagonus

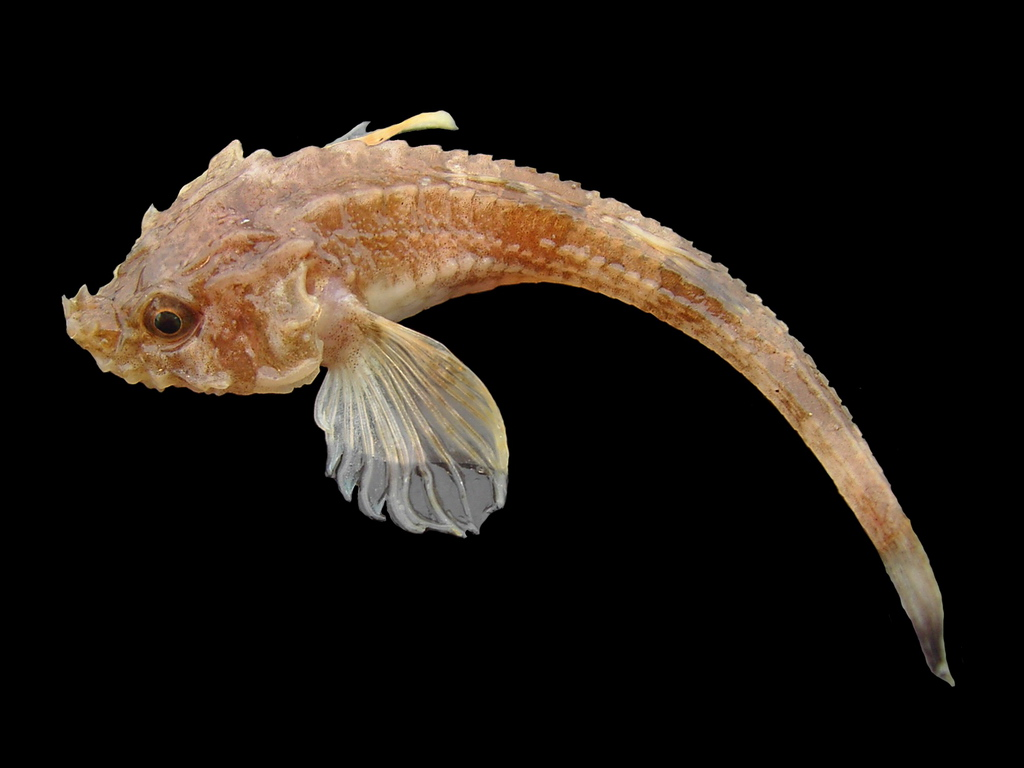
Agonus cataphractus

  - Anoplagonus inermis (Günther, 1860).
  - Anoplagonus occidentalis (Lindberg, 1950).
- Рід Aspidophoroides
  - Aspidophoroides bartoni (Gilbert, 1896).
  - Aspidophoroides monopterygius (Bloch, 1786).
- Рід Bathyagonus
  - Bathyagonus alascanus (Gilbert, 1896).
  - Bathyagonus infraspinatus (Gilbert, 1904).
  - Bathyagonus nigripinnis (Gilbert, 1890).
  - Bathyagonus pentacanthus (Gilbert, 1890).
- Рід Bothragonus
  - Bothragonus occidentalis (Lindberg, 1950).
  - Bothragonus swanii (Steindachner, 1876).
- Рід Brachyopsis
  - Brachyopsis segaliensis (Tilesius, 1809).
- Рід Chesnonia
  - Chesnonia verrucosa (Lockington, 1880).
- Рід Freemanichthys
  - Freemanichthys thompsoni (Jordan & Gilbert, 1898).
- Рід Hypsagonus
  - Hypsagonus corniger (Taranetz, 1933).
  - Hypsagonus quadricornis (Cuvier, 1829).
- Рід Leptagonus
  - Leptagonus decagonus (Bloch & Schneider, 1801). Leptagonus decagonus
- Рід Occella

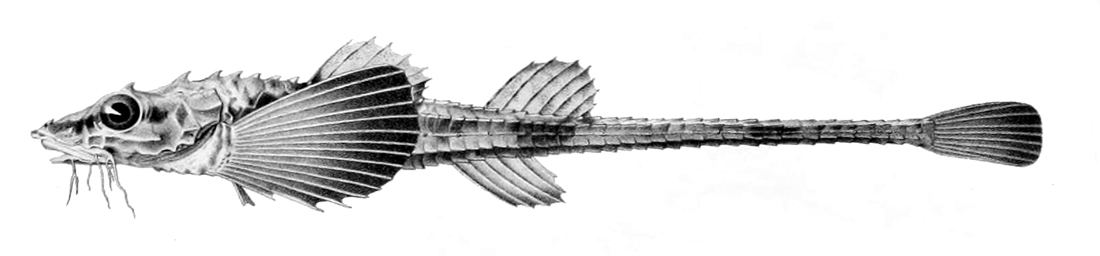
Leptagonus decagonus

  - Occella dodecaedron (Tilesius, 1813).
  - Occella iburia (Jordan & Starks, 1904).
  - Occella kasawae (Jordan & Hubbs, 1925).
  - Occella kuronumai (Freeman, 1951).
- Рід Odontopyxis
  - Odontopyxis trispinosa (Lockington, 1880).
- Рід Pallasina
  - Pallasina barbata (Steindachner, 1876).
- Рід Percis
  - Percis japonica (Pallas, 1769).
  - Percis matsuii (Matsubara, 1936).
- Рід Podothecus
  - Podothecus accipenserinus (Tilesius, 1813).
  - Podothecus hamlini (Jordan & Gilbert, 1898).
  - Podothecus sachi (Jordan & Snyder, 1901).
  - Podothecus sturioides (Guichenot, 1869).
  - Podothecus veternus (Jordan & Starks, 1895).
- Рід Sarritor
  - Sarritor frenatus (Gilbert, 1896).
  - Sarritor knipowitschi (Lindberg & Andriasev, 1937).
  - Sarritor leptorhynchus (Gilbert, 1896).
- Рід Stellerina
  - Stellerina xyosterna (Jordan & Gilbert, 1880).
- Рід Tilesina
  - Tilesina gibbosa (Schmidt, 1904).
- Рід Ulcina
  - Ulcina olrikii (Lütken, 1876).
- Рід Xeneretmus
  - Xeneretmus latifrons (Gilbert, 1890).
  - Xeneretmus leiops (Gilbert, 1915).
  - Xeneretmus ritteri (Gilbert, 1915).
  - Xeneretmus triacanthus (Gilbert, 1890).